# Lázně Jeseník
Lázně Jeseník (niem. Gräfenberg, do 1947 cz. Gräfenberk) – uzdrowisko, część miasta i gminy Jesionik, położone w kraju ołomunieckim, w powiecie Jesionik, w Czechach.

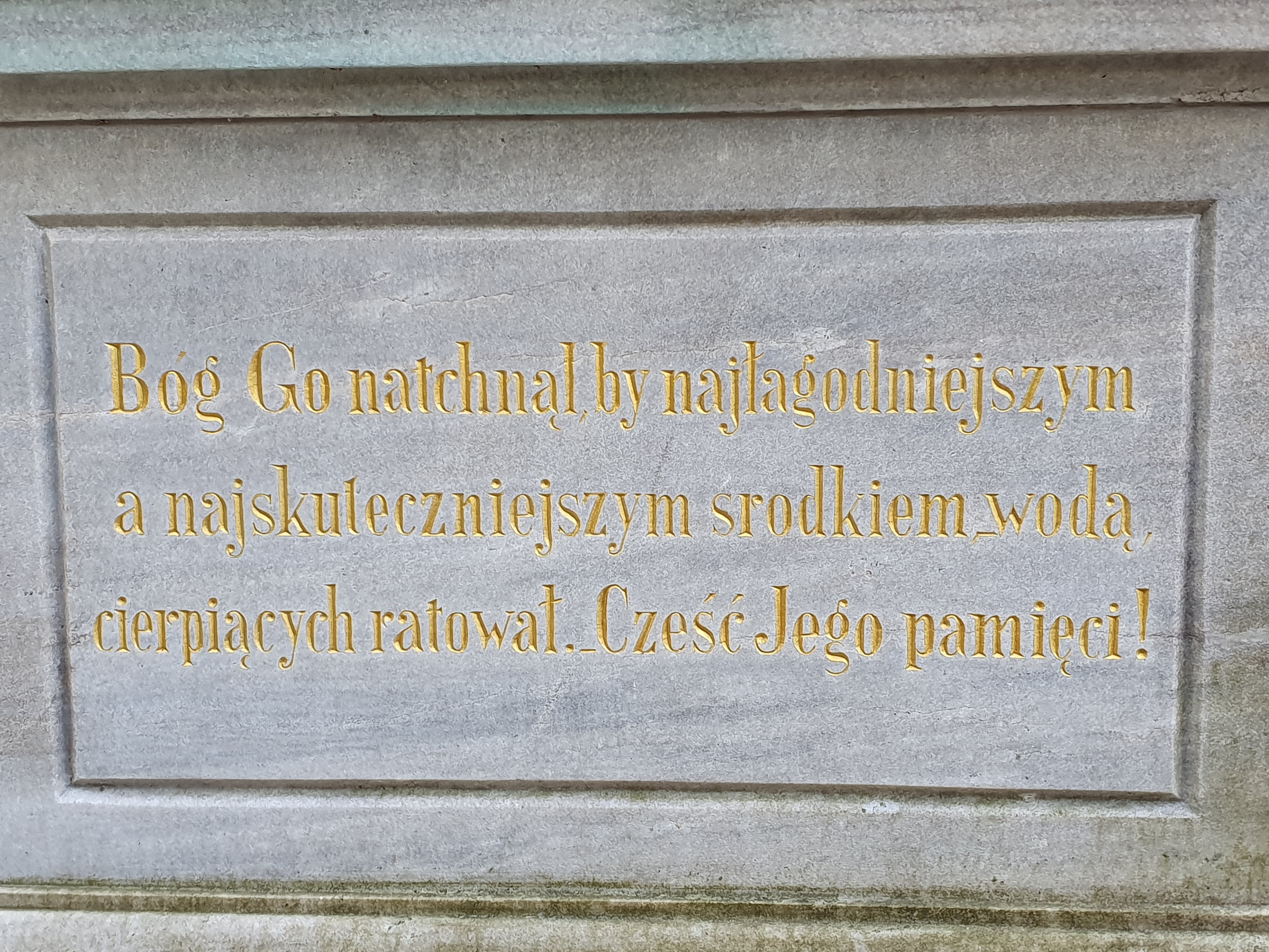
Napis na pomniku w języku polskim

Uzdrowisko położone na 3,5 km na północ od miasta Jesionik. Jego założycielem był Vincenz Priessnitz zwany wodnym doktorem. Od XIX wieku uzdrowisko jest odwiedzane przez wielu gości i kuracjuszy (m.in. przez Zygmunta Krasińskiego w okresie sierpień-listopad 1836 roku).